# RŽD-Baureihe ТЭРА1
Die Lokomotiven der RŽD-Baureihe ТЭРА1 (deutsche Transkription TERA1) der Russischen Eisenbahn (RŽD) sind breitspurige Diesellokomotiven mit elektrischer Kraftübertragung vorrangig für den Güterzugdienst auf nicht elektrifizierten Strecken. Die Lokomotiven wurden 1998 von der Diesellokfabrik Ljudinowo gemeinsam mit der nordamerikanischen Firma GM hergestellt und arbeiten auf der sogenannten Mischstromtechnik, der am Dieselmotor angeschlossene Traktionsgenerator der Lokomotive erzeugt Wechselstrom, die Traktionsfahrmotoren arbeiten mit Gleichstrom. Im Betriebsdienst ist die Lokomotive für den Dienst auf den Eisenbahnstrecken im nachsowjetischen Raum vorgesehen und kann auch für den Export in andere Staaten verwendet werden.

## Konstruktion

### Mechanischer Teil
Die Diesellokomotive besitzt einen Kasten-Aufbau mit beidseitigem Führerstand. Rahmen und Aufbau bilden gemeinsam  eine selbsttragende Einheit. Der Rahmen ist starr ausgeführt und besitzt eine feste Schweiß-Konstruktion. Die Belastung auf die Achslager werden über eine zweistufige Federaufhängung auf die zwei vierachsigen Drehgestelle übertragen. Diese sind auf der Basis der Drehgestelle der Reihe ТЭМ7 ausgeführt, der Unterschied zu dieser besteht darin, dass die Traktionsfahrmotoren amerikanischer Herkunft sind. Die Lager des Tatzlager-Antriebes sind selbständig geschmiert.

### Krafteinheit
Die Krafteinheit der Diesellokomotive schließt den 16-Zylinder-Zweitakt-Dieselmotor mit Turboaufladung vom Typ 16-710G3B und den mit ihm verbundenen Traktionsgenerator für Wechselstrom AR11/SA6A ein. Dieselmotor und Traktionsgenerator sind über eine elastische Flanschkupplung miteinander verbunden. Der Traktionsgenerator besteht aus dem Traktionsgenerator AR11WBA, dem Wechselstromgenerator zur eigenen Nutzung mit der Bezeichnung CA6AS und der Gleichrichtereinheit. Das Anlassen des Dieselmotors geschieht über zwei Elektrostarter.
Die Abgas-Reinigung des Dieselmotors ist zweistufig. Nachdem die Luft in Filtern vorgereinigt wurde, durchläuft sie weitere Filter am Eintritt zum Turbolader des Dieselmotors. Die Abluft-Systeme des Dieselmotors bestehen aus dem Auspuff-Kollektor, dem Turbinenteil des Turboladers und dem Schalldämpfer.
Die Kraftstoffsysteme beinhalten die Kraftstoffförderpumpe mit elektrischem Antrieb, Kraftstofffilter, Kraftstoffvorwärmer und Rohrleitungen.
Die Systeme der Schmierung bestehen aus drei Ölpumpen, Ölfilter, Ölvorpumpe mit Elektroantrieb, Ölkühler und Rohrleitungen.
Das Kühlsystem des Dieselmotors besteht aus zwei zentrifugalen Pumpen, dem Wasserbehälter, Radiatoren der Kühleinrichtungen, Kraftstoffvorwärmer, Ölkühler auf der Basis von Wärmetauschern und Rohrleitungen.

### Kühlsysteme der elektrischen Aggregate
Dieses System schließt zwei feste Filter für die Kühlluft und Filter für eine zweistufige Luftreinigung für die Kühlluft ein. Die Luftreinigung geschieht über einen doppelten zentrifugalen Ventilator, der von einer Welle des Hilfsgenerators angetrieben wird. Entwässerungssysteme sind im Hauptrahmen der Lokomotive und an ihren Seitenflächen angeordnet. Ein Ventilator steuert die Luft in den Entwässerer, der im Rahmen angeordnet ist. Von da an gelangt der Hauptteil der Luft über Kanäle zu den Traktions-Elektrofahrmotoren. Der andere Ventilator steuert die Luft zur Kühlung der Traktions-Aggregate (Traktionsgeneratoren und Gleichrichtereinheit).

### Elektroausrüstung
Die Kraftübertragung geschieht über die sogenannte Mischstromtechnik; ein Wechselstrom-Generator liefert Strom für die Gleichstrom-Fahrmotoren. Wie es bei europäischen Großdieselloks üblich ist, wird bei den Übergang auf größere Geschwindigkeit die Feldschwächung nicht angewendet, anstatt ihrer wird eine Umschaltung der Gleichrichterbrücken angewandt. Der Hauptgenerator ist so ausgeführt wie bei der Reihe 2ТЭ116 und besitzt zwei sternförmige Wicklungen. Jede dieser Wicklungen speist seine zugehörige Gleichrichterbrücke. Bei kleineren Geschwindigkeiten sind die Gleichrichterbrücken parallel verbunden und liefern an die Traktionsfahrmotoren Strom größer als 8 kA, bei großen Geschwindigkeiten stellt ein Ventil automatisch den Übergang auf Reihenschaltung der Brücken her, dadurch wird die Spannung für die Fahrmotoren verdoppelt.

### Kühleinrichtung der Diesellok
Diese Einrichtungen sind in der Art von gesonderten Blöcken ausgeführt und stellen zwei Wasser-Luft-Radiatoren, drei Zweigeschwindigkeits-Ventilatoren mit Elektroantrieb, Rohrleitungen und Jalousien dar.

### Bremseinrichtung
Bei der Lokomotive wird eine Reibungs-Klotzbremse in drei Typen angewendet; die pneumatische automatische Indirekt wirkende Druckluftbremse wird für die Abbremsung der Zugeinheit verwendet, die Direkt wirkende Druckluftbremse wird für die Abbremsung der Lokomotive allein verwendet, und als Feststellbremse wird eine Handbremse angewendet. Zusätzlich besitzt die Lokomotive noch eine elektrische Bremse.